# Cyanotis adscendens
Cyanotis adscendens är en himmelsblomsväxtart som beskrevs av Nicol Alexander Dalzell. Cyanotis adscendens ingår i släktet Cyanotis och familjen himmelsblomsväxter. Inga underarter finns listade.